# CD-spazzatura
CD-Spazzatura è un album della cantante Naïf Hérin, pubblicato nel 2007 dalla casa discografica TdE ProductionZ.
Il disco è inciso in modo dati e comprende tracce audio in mp3 e tracce video in mp4.

## Tracce
1. Caro diario – 3:01 (Christine Hérin)
2. Profumo di rose – 5:04 (C. Hérin)
3. Menestrello da strapazzo – 4:03 (C. Hérin)
4. Il canto delle sirene – 3:46 (C. Hérin)
5. Oui maman – 4:11 (C. Hérin)
6. Morirei x te – 3:49 (Prince)
7. Vacanze romane – 3:32 (Matia Bazar)
8. Medley anni 60 – 3:35 (Gino Paoli, Mogol, Satti)
9. Femminino anarchico – 3:05 (C. Hérin)
10. Lettera d'addio – 5:01 (C. Hérin)
11. Quando – 3:57 (C. Hérin)
12. Non tornare + – 4:07 (C. Hérin)
13. Bug – 3:52 (C. Hérin)
14. Centro di gravità permanente – 3:27 (Franco Battiato)
15. Magnifique – 3:26 (C. Hérin, Simone Riva "Momo", Federico Marchetti)
16. Nel silenzio della sera – 4:30 (C. Hérin)
17. Musiqa – 2:51 (C. Hérin)
18. Il canto delle sirene (versione orchestrale) – 2:20 (C. Hérin)
19. Menestrello da strapazzo (Video) (C. Hérin)
20. Punto e capoverso (Video) (C. Hérin)
21. O mio babbino caro (Giacomo Puccini) (C. Hérin)
22. Questione di tempo (uso e consumo della femminilità) (Video) (C. Hérin)
23. Special live Fimu 2007 (Video) (C. Hérin)